# Chocolatier 2: Secret Ingredients
Chocolatier 2: Secret Ingredients é um jogo eletrônico casual de estratégia desenvolvido pela Big Splash Games e publicado pela PlayFirst em 2007 para Windows e Mac OS X. Uma sequência de Chocolatier, Secret Ingredients mantém os fundamentos da jogabilidade de seu antecessor e adiciona a possibilidade de criar receitas secretas em um laboratório. 
O jogo, desenvolvido em apenas seis meses, foi bem recebido pela crítica especializada em seu lançamento. Apesar de críticos considerarem o jogo similar ao seu antecessor, suas mudanças foram elogiadas, em especial as adições feitas às mecânicas de ação presentes durante a fabricação de chocolates. Uma sequência, Chocolatier: Decadence by Design, foi lançada em 2009.

## Jogabilidade
Enquanto o primeiro jogo se passava na década de 1880, Chocolatier 2: Secret Ingredients se passa na década de 1920. Nesta ambientação, o jogo incorpora elementos de art déco em seus menus e interface e uma trilha sonora baseada na Era do Jazz. No modo história, o jogador deve se aliar a Alexandra Tangye, neta da protagonista de Chocolatier, Evangeline Baumeister, para descobrir novas receitas e reconstruir a Baumeister Confections. Assim como em seu antecessor, também há um modo de jogo livre, que permite que o jogador jogue sem missões definidas e a seu próprio passo. A principal adição do jogo em comparação a seu antecessor é a presença do laboratório de testes, no porto de Buenos Aires. Nele, o jogador pode experimentar com os ingredientes que já desbloqueou e criar novas receitas que não podem ser obtidas de outra forma, como uma receita de formigas cobertas com chocolate.

Mais variações do minijogo de fabricação de chocolates foram adicionadas; agora, as bandejas circulares podem de mover em linha ou em zigue-zague.

O minijogo jogado quando se fabrica uma receita de chocolates pela primeira vez ainda está presente, mas com mais variações. Desta vez, as bandejas circulares podem se movimentar em linha ou em zigue-zague, e não apenas em círculo em torno do canhão de ingredientes. Uma mecânica de correspondência de cores também foi adicionada, garantindo bônus ao jogador caso ele combine ingredientes da mesma cor. Há 16 portos tradicionais em Chocolatier 2, onde é possível encontrar um mercado para comprar itens, costumeiramente uma loja para vender chocolates e, em seis delas, uma fábrica: Abidjã, Buenos Aires, Caiena, Cairo, Casablanca, Jacarta, Mahajanga, Manila, Moscou, Mumbai, Nova Iorque, Paris, San José, São Francisco, Sydney e Xangai. Além disso, há quatro portos "escondidos" que são desbloqueados através de missões ou conversas com outros personagens e contêm itens secretos que podem ser utilizados no laboratório de chocolates: Amazônia, Fiji, Himalaias e Saara. Ainda é possível negociar com vendedores nos mercados de cada porto.

## Recepção
Susan Arendt, da Wired, afirmou que Chocolatier 2 "aprimora praticamente todos os aspectos de seu antecessor, desde as receitas e o enredo até a música que toca quando você está fazendo chocolate." Meryl K. Evans, da Gamezebo, salientou que ele "não apenas está à altura do original, mas seus novos recursos o levam a outro nível," dando destaque à evolução das cidades ao longo do tempo. Por outro lado, ela criticou as opções limitadas de personalização do logo da empresa em comparação ao jogo anterior. Em uma nota negativa, Richard Hallas, da Inside Mac Games, lamentou a falta de variação nos objetivos básicos do modo história.
As mudanças no minijogo de fabricação de chocolate foram geralmente elogiadas. Hallas afirmou que, "especialmente ao preparar as receitas mais exóticas que exigem até seis ingredientes e várias cores diferentes, o minijogo aprimorado é muito mais interessante e desafiador do que antes." A dificuldade também foi elogiada por Arendt, evidenciando os eventos aleatórios que adicionam riscos e estratégia à jogabilidade. Diversos jornalistas destacaram a qualidade viciante do jogo. Laura Blackwell, da PC World, o declarou "tão viciante quanto a comida dos deuses". Arendt elogiou o jogo como "esperto, satisfatório e extremamente viciante." A Diamond Games afirmou ser "totalmente a favor de uma terceira edição do jogo" e ter ficado "acordado até tarde várias vezes, sem conseguir parar de jogar."